# 2. (Preußisches) Infanterie-Regiment (Reichswehr)
Das 2. (Preußisches) Infanterie-Regiment war ein Regiment der Reichswehr.

## Geschichte
Das Regiment wurde am 1. Januar 1921 aus den Reichswehr-Infanterie-Regimentern 6, 39 und 40 sowie dem Reichswehr-Schützen-Regiment 2 des Übergangsheeres gebildet. Am 29. Mai 1922 erhielt das Regiment zusätzlich zu seinem Namen die landsmannschaftliche Bezeichnung „Preußisches“.
Im Zuge der Vergrößerung der Reichswehr wurde das Regiment 1934 in der ersten Aufstellungswelle geteilt und daraus das Infanterie-Regiment Allenstein und das Infanterie-Regiment Rastenburg gebildet.

### Garnisonen
- Allenstein: Regimentsstab, 2., 4. und 13. (MW)-Kompanie, Ausbildungs-Bataillon
- Ortelsburg: I. (Jäger-)Bataillon, 1. und 3. Kompanie
- Rastenburg: II. Bataillon
- Lötzen: III. Bataillon

### Kommandeure
| Nr. | Name                                | Beginn der Berufung | Ende der Berufung  |
| --- | ----------------------------------- | ------------------- | ------------------ |
| 1.  | Oberst Erwin Voigt                  | 01. Oktober 1920    | 03. August 1921    |
| 2.  | Oberst Robert Bürkner               | 04. August 1921     | 31. Januar 1924    |
| 3.  | Oberst Hermann Reinicke             | 01. Februar 1924    | 30. November 1925  |
| 4.  | Oberst/Generalmajor Axel von Platen | 01. Dezember 1925   | 31. Dezember 1928  |
| 5.  | Oberst Waldemar Henrici             | 01. Januar 1928     | 31. Januar 1929    |
| 6.  | Oberst Karl Held                    | 01. Februar 1929    | 30. September 1930 |
| 7.  | Oberst Siegfried Haenicke           | 01. Oktober 1930    | 30. September 1932 |
| 8.  | Oberst/Generalmajor Fritz Kühne     | 01. Oktober 1932    | 30. September 1934 |
| 9.  | Oberst Walter Model                 | 01. Oktober 1934    | 14. Oktober 1935   |

## Organisation

### Verbandszugehörigkeit
Das Regiment unterstand dem Infanterieführer I der 1. Division in Königsberg.

### Gliederung
Das Regiment bestand neben dem Regimentsstab mit Nachrichtenstaffel aus:
- I. (Jäger-)Bataillon mit Stab und Nachrichtenstaffel, 1. und 3. Kompanie mit jeweils drei Zügen zu jeweils drei Gruppen und 4. (MG-)Kompanie, hervorgegangen aus dem Reichswehr-Infanterie-Regiment 39,
- II. Bataillon mit Stab und Nachrichtenstaffel, hervorgegangen aus dem Reichswehr-Schützen-Regiment 2 und dem Reichswehr-Infanterie-Regiment 40,
- III. Bataillon mit Stab und Nachrichtenstaffel, hervorgegangen aus dem Reichswehr-Infanterie-Regiment 6,
- Ergänzungs-Bataillon, ab 23. März 1921 Ausbildungs-Bataillon, hervorgegangen aus dem Reichswehr-Infanterie-Regiment 39.

Jedes Bataillon gliederte sich zu drei Kompanien zu je drei Offizieren und 161 Unteroffizieren und Mannschaften (3/161) sowie einer MG-Kompanie (4/126). Insgesamt bestand ein Bataillon aus 18 Offizieren und Beamten (einschließlich Sanitätsoffizieren) und 658 Mann.

## Bewaffnung und Ausrüstung

### Hauptbewaffnung
Die Schützen waren mit dem Karabiner K98a ausgerüstet. Jeder Zug besaß ein leichtes Maschinengewehr MG 08/15.
In den MG-Kompanien bestanden jeweils der 1. Zug aus drei Gruppen mit drei schweren Maschinengewehren MG 08 auf Lafette, vierspännig gezogen, der 2. bis 4. Zug aus drei Gruppen mit drei schweren Maschinengewehren MG 08 auf Lafette, zweispännig gezogen.
Die schwersten Waffen des Regiments waren die Minenwerfer in der 13. Kompanie. Der 1. Zug war mit zwei mittleren Werfern 17 cm, vierspännig gezogen, ausgerüstet, der 2. und 3. Zug mit drei leichten Werfern 7,6 cm, zweispännig gefahren.

## Sonstiges

### Traditionsübernahme
Das Regiment übernahm 1921 die Tradition der alten Regimenter.
- 1. und 3. Kompanie: Jäger-Bataillon „Graf Yorck von Wartenburg“ (Ostpreußisches) Nr. 1
- 2. Kompanie: 1. Ermländisches Infanterie-Regiment Nr. 150
- 4. Kompanie: 2. Ermländisches Infanterie-Regiment Nr. 151
- 5. und 8. Kompanie: Grenadier-Regiment „König Friedrich der Große“ (3. Ostpreußisches) Nr. 4
- 6. Kompanie: Deutschordens-Infanterie-Regiment Nr. 152
- 7. Kompanie: 5. Westpreußisches Infanterie-Regiment Nr. 148
- III. Bataillon: Infanterie-Regiment „Graf Tauentzien von Wittenberg“ (3. Brandenburgisches) Nr. 20
- 13. Kompanie und Ausbildungs-Bataillon: Infanterie-Regiment „Generalfeldmarschall von Hindenburg“ (2. Masurisches) Nr. 147